# Mühle (Aldingen)

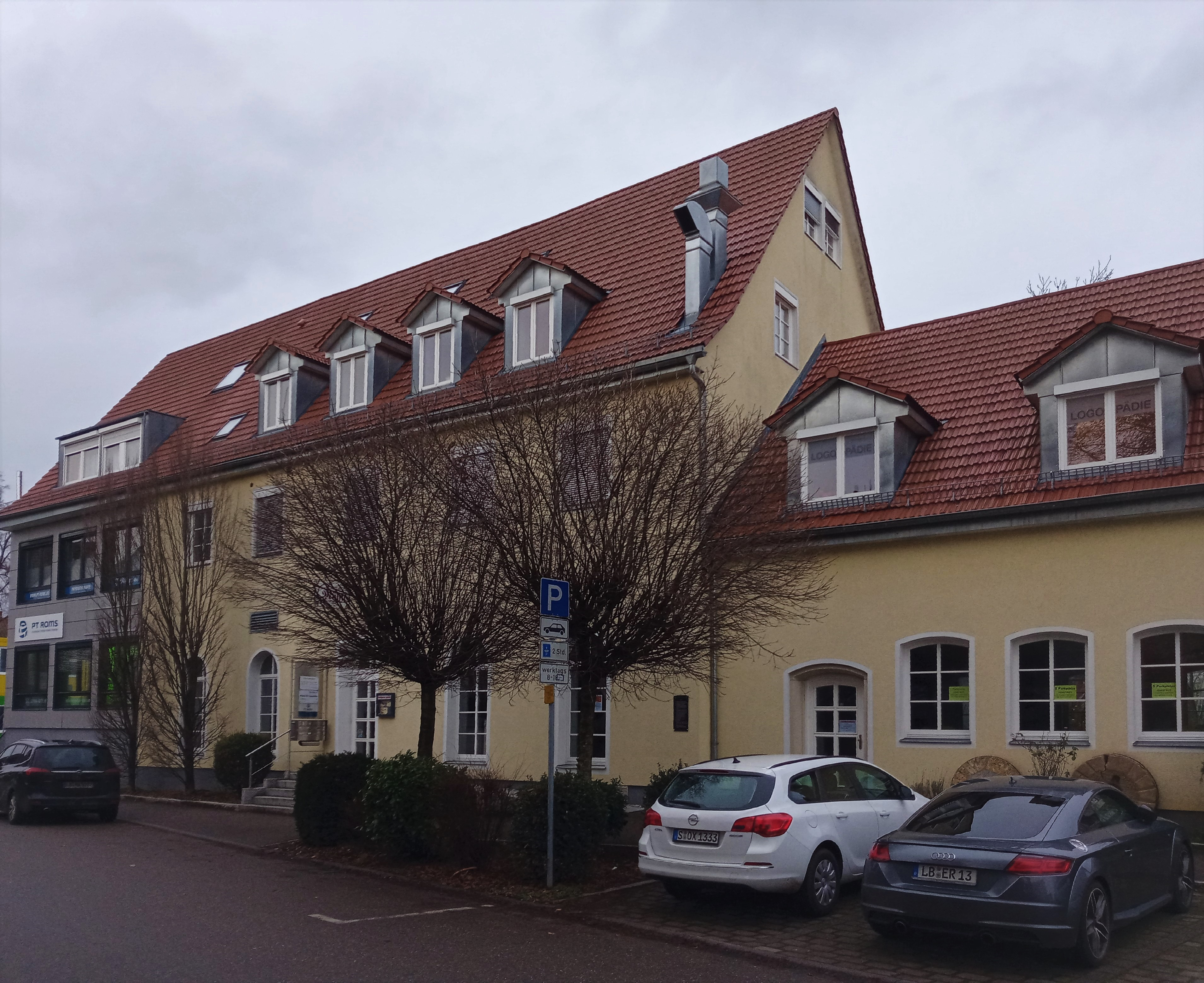
Gasthof Mühle (2022)

Die ehemalige Mühle im Stadtteil Aldingen der Stadt Remseck am Neckar wurde ursprünglich als Wassermühle am Neckar errichtet. Durch den Ausbau des Neckars zur Großschifffahrtsstraße und die damit verbundene Begradigung des Flusses sowie die Errichtung der Staustufe Aldingen befand sich die Mühle seit etwa 1936 in einiger Entfernung vom neuen Flusslauf. Sie wurde danach aber noch bis 1990 elektrisch weiter betrieben.
Seit 2006 beherbergt das Gebäude einen Gasthof. Daneben befinden sich weitere gewerblich genutzte Räume im Gebäude. Eine nahe gelegene Haltestelle der Stadtbahn Stuttgart ist nach der Mühle benannt.

## Geschichte

### Vorgeschichte
Im Jahr 1431 wurde erstmals eine Mühle in Aldingen urkundlich erwähnt, befand sich aber gegenüber dem heutigen Gebäude weiter Neckar aufwärts. Die 1578 erstellte Aldinger Dorfordnung der Herren von Kaltental erklärte sie zur Bannmühle. 1693 wurde diese alte Mühle im Pfälzischen Erbfolgekrieg durch die Truppen Mélacs zerstört. Danach gab es für etwa 170 Jahre keine Mühle mehr in Aldingen.

### Heutige Mühle

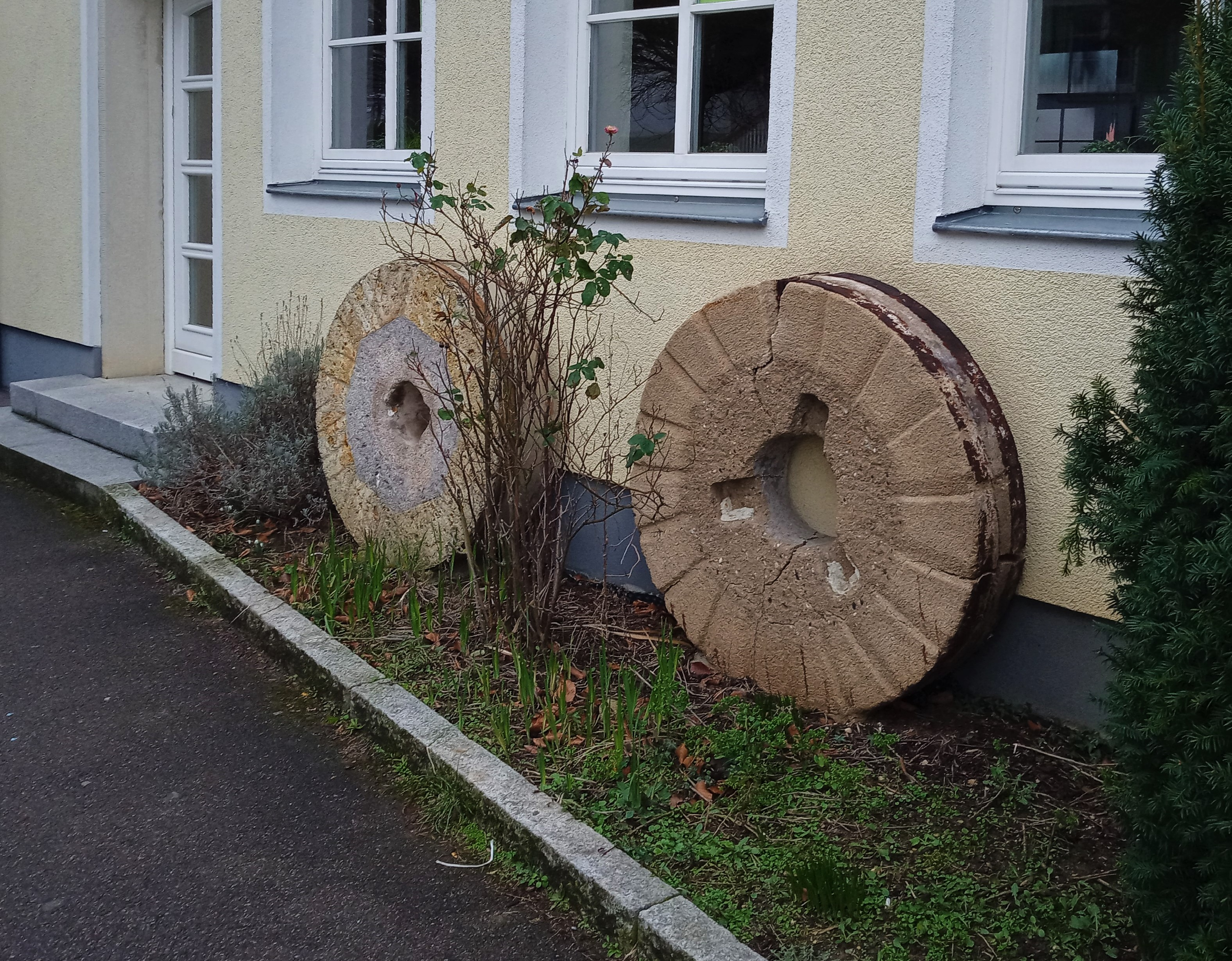
Alte Mühlsteine vor der Aldinger Mühle

Im Jahr 1867 wurde die heutige Mühle durch den Müller Gottlob Lauer mit vier Mahlgängen und einem Gerbgang für Dinkel erbaut. 1919 baute der Müller Eugen Greb die Mühle grundlegend um und modernisierte sie. 1933 kam es zu einem Brand in der Mühle. Seit 1936 verlief der Neckar dann durch den Ausbau zur Schifffahrtsstraße von der Mühle entfernt. Zwischen Fluss und Mühlengebäude befinden sich seither unter anderem ein Damm und eine Landesstraße sowie seit den 1990er Jahren eine Bahnlinie. Eugen Greb stellte den Betrieb daher 1936 auf Elektrizität um und gab seine Wassernutzungsrechte an die Neckar AG ab. Die Wasserkraft des Aldinger Neckars wurde somit weiter genutzt, nun durch das Wasserkraftwerk an der Staustufe Aldingen. 1990 wurde auch der elektrische Mühlbetrieb eingestellt und die Mühle endgültig stillgelegt.
Später wurde das Gebäude von der Gemeinde Remseck als Lager verwendet. Nach Umbau- und Modernisierungsarbeiten im Jahr 2006 wurden ein Gasthof sowie weitere gewerblich nutzbare Räume darin eingerichtet.